# SKEMA Business School
SKEMA Business School je europska poslovna škola s razvedenim kampusom smještenim u Lilleu, Suresnesu, Sophia Antipolisu, Suzhouu, Raleigh, Belo Horizonte i Kaapstad. Osnovana 2009.
Svi programi imaju trostruku akreditaciju međunarodnih udruga AMBA, EQUIS, i AACSB. Škola ima istaknute apsolvente u poslovnom svijetu i u politici, kao što su primjerice Alain Dinin (CEO Nexity), Jean-Philippe Courtois (CEO Microsoft).

## Vanjske poveznice
- Službena stranica